# Мамаев, Роман Геннадиевич
Роман Геннадиевич Мамаев (род. 13 ноября 1972 года, Нальчик) — российский эстрадный аккордеонист, преподаватель.

## Биография
Роман Мамаев родился в г. Нальчик (КБР, Россия) 13 ноября 1972г.

## Творческий путь
Роман Мамаев начал свой творческий путь в Детской музыкальной школе № 2 г. Нальчика (КБР, Россия).
В 1987 году занял первое место в Республиканском конкурсе учащихся народных отделений ДМШ (Нальчик, Россия) и получил специальный приз за лучшее исполнение обязательной пьесы. 
В 1989 году принял участие в Конкурсе молодых исполнителей на народных инструментах Северного Кавказа и Нижнего Поволжья (Астрахань, Россия) заняв там первое место. 
В том же 1989 году — первое место на смотре-конкурсе учащихся отделений народных инструментов музыкальных училищ Северного Кавказа и Ростовской области (Майкоп, Россия). 
В 1991 году окончил с отличием Кабардино-Балкарское музыкальное училище по специальности «народные инструменты».
В 1994 году стал дипломантом Всероссийского открытого международного конкурса исполнителей на народных инструментах (Астрахань, Россия). 
В 1996 году закончил Ростовскую Государственную консерваторию им. С. В. Рахманинова с присвоенными квалификациями: дирижёр, концертный исполнитель, руководитель ансамбля, преподаватель по классу игры на аккордеоне (класс профессора, заслуженного артиста России А. В. Заикина).
В 1996 году занял второе место на пятом международном конкурсе аккордеонистов премии Стефано Биззари в категории «Е» (классической музыки) (Морро Доро, Италия). 
В 1997 году Награждён стипендией Правительства Кабардино-Балкарии (КБР) как работник культуры и искусства (пост. № 19 от 08.02.1997)
Также в 1997 году на основании распоряжения Кабинета Министров КБР выделено 10.000$ на приобретение аккордеона ручной работы итальянской фирмы «Армандо Бугари» (расп. № 107 от 25.03.1997).
В 1998 году — окончил полный курс ассистентуры-стажировки аспирантуры искусств РГК им. С.В.Рахманинова, с присвоением квалификации педагог-исполнитель по специальности народные инструменты — аккордеон.
С 1999г. по 2007г. - преподаватель Колледжа культуры и искусств СКГИИ. 
В 2000 году — первое место на девятом международном конкурсе аккордеонистов премии Стефано Биззари в категории «Д-Е» (классической музыки) (Морро Доро, Италия).  и специальный приз за лучшее исполнение и интерпретацию на клавишной физгармонике. Рапсодия Андрея Гольского в кавказском стиле «Рассказ старого горца», исполненная на конкурсе, вошла в изданный итальянцами инструментальный альбом. 
В 2001 году — Северо-Кавказский Государственный Институт Искусств. Курсы повышения квалификации.
В 2001 году — третье место на десятом международном конкурсе аккордеонистов премии Стефано Биззари в категории «И» (легкая музыка, варьете) (Морро Доро, Италия).
В 2002 году был награждён Премией им. Али Шогенцукова за лучший вклад в 2001 году в развитие и популяризацию инструментального исполнительства (Нальчик, Россия). 
В 2003 году получена пятая классификация в категории джазового исполнительства на Международном конкурсе «Читта ди Кастельфидардо» (Кастельфидардо, Италия) и третья премия на Третьем международном конкурсе классического и эстрадного исполнительства на аккордеоне «Читта ди Ланчиано» в категории эстрадной музыки (Ланчиано, Италия). 
В 2004 году — четвёртая премия на Четвёртом международном конкурсе классического и эстрадного исполнительства на аккордеоне «Читта ди Ланчиано» в категории эстрадной музыки (Ланчиано, Италия). 
В 2005 году получил травму и перенес две операции на позвоночнике.
И в 2007 году — вторая премия в категории национальной музыки, вторая премия в открытой категории джазовой музыки, вторая премия в открытой категории эстрадной музыки на совместном конкурсе-фестивале аккордеонистов Международной гильдии аккордеонистов и преподавателей (ATG) и Американской ассоциации аккордеонистов (ААА) (Вашингтон (округ Колумбия) — Александрия, Виргиния, США). 
На студии Magnus Records записан диск «Роман Мамаев. Аранжировки». 
С 2007 года живёт и работает в г. Москва.